# Unter uns (soap opera)
Unter uns è una soap opera tedesca prodotta dal 1994 dalla Grundy UFA TV Produktions e trasmessa dall'emittente RTL Television.
Della fiction sono stati prodotti oltre 7 300 episodi. La prima puntata fu trasmessa il 28 novembre 1994.

## Descrizione
La fiction è ambientata a Colonia (Germania) e ruota attorno agli abitanti di uno stabile situato al nr. 10 della Schillerallee (una via fittizia).

## Produzione
- La fiction è girata a Kalscheuren, una frazione di Hürth, nella Renania Settentrionale-Vestfalia.